# パパ・グエイェ
パパ・グエイェ（Papa Gueye, 1984年6月7日 - ）は、セネガル・ダカール出身の元同国代表サッカー選手。現役時代のポジションはDF。

## 経歴
2004年からFCヴォリン・ルーツィクに所属し、2006年にFCメタリスト・ハルキウに移籍した。2015年3月5日、FCドニプロに加入した。2016年8月31日、ロシア・プレミアリーグのFCロストフと2年契約を交わしたことが発表された。しかし同年末を以てクラブとの契約を解除すると、2017年2月23日にカザフスタン・プレミアリーグのFCアクトベへ移籍した。